# NGC 7233
NGC 7233 este o galaxie situată în constelația Cocorul. A fost descoperită în 6 septembrie 1834 de către John Herschel. Se află la o distanță de 25,7 de megaparseci de Pământ.